# Церковь Святого Арсения Великого (Айнажи)
Церковь святого Арсения Великого — храм Латвийской православной церкви в городе Айнажи. Относится к Рижской епархии, находится в составе Валмиерского благочиния. Настоятель — протоиерей Валерий Крастиньш.

## История
Приход в Айнажи был основан в 1889 году. Настоятелем стал священник Иоанн Метус. В связи с тем, что русского православного населения было немного, богослужения совершались в домовой церкви в усадьбе «Дреймачи». Вскоре кроме русских в состав прихода вошло также много латышей и эстонцев.
К 1894 году приход собрал сумму для строительства отдельной церкви по проекту Я.-Ф. Бауманиса, которая была освящена в 1895 году в честь святого Арсения Великого. Вскоре были возведены здания воскресной школы (ул. Бривибас, 6) и жилого дома духовенства (ул. Бривибас, 2).
Храм продолжал действовать в годы первой республики и при установлении советской власти. Во время Великой Отечественной войны для нужд немецкой армии были сняты все колокола и перелиты в оружие.
В 1958 году храм был закрыт. Иконы, церковная утварь, паникадило были переданы на хранение в Салацгривскую православную церковь. В здании храма хранили сначала муку, а затем минеральные удобрения.
После восстановления независимости Латвии жители Айнажи решили вернуть храму первоначальное значение. В 1995 году официально был зарегистрирован приход. Церковь была отремонтирована, восстановлен иконостас, из Салацгривы были возвращены церковные предметы.

## Архитектура, убранство
Храм крестово-купольный с одной главкой. Выстроен из кирпича с вставками декоративного камня. Над притвором устроена колокольня.
Внутри храм выкрашен белой краской. Иконостас трехъярусный, выкрашен голубым цветом. Такого же цвета хоры над притвором.
В колокольне два колокола: 700 кг, освящённый 7 июня 2008 года митрополитом Рижским и всея Латвии Александром (Кудряшовым); 200 кг, преподнесённый тогда еще архиепископом Александром и освящённый им 27 мая 2001 года.

## Территория
Рядом с храмом расположен обновлённый приходской дом, в помещениях которого ежегодно проходят детские лагеря с разных приходов Латвийской Православной Церкви